# Ispolnenie želanij
Ispolnenie želanij (Исполнение желаний) è un film del 1974 diretto da Svetlana Sergeevna Družinina.

## Trama
Il giovane filologo lavora nell'archivio del suo maestro, e riesce a decifrare l'inestimabile autografo di Puškin. Lo scopritore, ispirato dal successo, dimentica tutto nel mondo. E accade l'incredibile: in circostanze misteriose, l'archivio scompare. Ora lo scienziato deve difendere il suo buon nome, e non solo tra i suoi colleghi.